# Mackenzi Lee
Mackenzi Lee, rodným jménem Mackenzie Van Engelenhoven, je americká spisovatelka knih pro děti a mládež. Píše beletrii a literaturu faktu o tématech zahrnující sexualitu a roli žen v průběhu historie. Její druhý román, The Gentleman's Guide to Vice and Virtue („Gentlemanův průvodce ctností a hříchem“), pojednávající o mladém bisexuálním muži žijícím v Evropě v 18. století, se stal bestsellerem New York Times a obdržel cenu Stonewall a New England Book Award.
Její první román, This Monstroous Thing z roku 2015, je převyprávěním Frankensteina a obdržel cenu Susan P. Bloom Children's Book Discovery Award. Během propagační akce pro tuto knihu zveřejňovala Lee na Twitteru pod hashtagem #BygoneBadassBroads („Drsné ženské z minulosti“) biografie významných žen v historii, počínaje Mary Shelley. Projekt se stal populárním a Lee své příspěvky v roce 2018 vydala v podobě knihy Bygone Badass Broads: 52 Forgotten Women Who Changed the World („Drsné ženské z minulosti: 52 zapomenutých žen, které změnily svět“).
Se společností Marvel uzavřela smlouvu na napsání tří knih v žánru historické beletrie pojednávajících o marvelovských antihrdinech. První kniha této série, Loki: Pán falše a lsti, byla vydána v září 2019; v českém překladu byla vydána v září 2021 nakladatelstvím Egmont.
Lee obdržela titul magistra umění v oboru literatury pro děti a mládež na Simmons University.[zdroj?] V současné době žije v Bostonu v Massachusetts.[zdroj?]

## Dílo
- This Monstrous Thing (2015)
- The Gentleman's Guide to Vice and Virtue (2017)
- Bygone Badass Broads: 52 Forgotten Women Who Changed the World (2018)
- The Lady's Guide to Petticoats and Piracy (2018)
- The History of the World in Fifty Dogs (2019)
- The Gentleman's Guide to Getting Lucky (2019)
- Loki: Pán falše a lsti (Loki: Where Mischief Lies, 2019)
- The Nobleman's Guide to Scandal and Shipwrecks (2021)
- Gamora & Nebula: Sisters in Arms (2021)